# Żółwinek żółwik
Żółwinek żółwik, żółwinek żółwiowy (Eurygaster testudinaria) – gatunek pluskwiaka z podrzędu różnoskrzydłych i rodziny żółwinkowatych. Zamieszkuje Palearktykę.

## Taksonomia
Gatunek ten opisany został po raz pierwszy w 1785 roku przez Étienne Louisa Geoffroy’a w publikacji autorstwa Antoine’a-François de Fourcroy’a pod nazwą Cimex testudinarius. Jako miejsce typowe wskazano Paryż we Francji.

## Morfologia
Pluskwiak o lekko wydłużonym, owalnym ciele długości od 7 do 11 mm. Ubarwienie ma zmienne; dominować może kolor bladobrązowy, brązowy, szary, czerwony lub czarniawy, przy czym brąz spotyka się najczęściej. Wzór z jasnych i ciemnych smug na wierzchu ciała bywa od niemal niewidocznego po wyraźnie kontrastujący. Głowa ma nadustek z przodu niezakryty policzkami, w przybliżeniu tak długi jak one lub nieco od nich dłuższy. Od tej u żółwinka zbożowego różni się wierzchołkiem nadustka położonym wyraźnie niżej od policzków. Genitalia samca różnią się od tych u wspomnianego gatunku rozmieszczonymi w dwóch parach i nieskręconymi ze sobą spikulami prącia, natomiast genitalia samic szerszymi i bardziej kanciastymi w zarysie płytkami genitalnymi.

## Ekologia i występowanie
Owad ten preferuje tereny wilgotne, ale spotykany jest też w środowiskach suchych. Zasiedla torfowiska, turzycowiska, mokradła, pobrzeża zbiorników wodnych, łąki, polany, ugory, przydroża i przytorza. Jest fitofagiem ssącym soki z różnych przedstawicieli rodzin traw, turzycowatych i sitowatych. Postacie dorosłe czasem żerują także na innych roślinach, zwłaszcza selerowatych i astrowatych. Aktywny jest od wiosny do jesieni. Zimują osobniki dorosłe w siedliskach suchszych.
Parazytoidami tego gatunku są Clytiomya continua i Gymnosoma nitens, muchówki z rodziny rączycowatych.
Gatunek palearktyczny. W Europie znany jest z Portugalii, Hiszpanii, Irlandii, Wielkiej Brytanii, Francji, Belgii, Holandii, Luksemburga, Niemiec, Szwajcarii, Liechtensteinu, Austrii, Włoch, Danii, Szwecji, Norwegii, Estonii, Łotwy, Litwy, Polski, Czech, Słowacji, Węgier, Białorusi, Ukrainy, Mołdawii, Rumunii, Bułgarii, Słowenii, Chorwacji, Bośni i Hercegowiny, Czarnogóry, Serbii, Albanii, Macedonii Północnej, Grecji oraz europejskich części Rosji i Turcji. Z Afryki Północnej podawany był z Maroka i Tunezji. W Azji stwierdzono jego występowanie w anatolijskiej części Turcji, Gruzji, Armenii, Azerbejdżanie, na Synaju i Syberii, w Kazachstanie, Turkmenistanie, Uzbekistanie, Tadżykistanie, Kirgistanie, Iranie, Mongolii, Chinach, Korei i Japonii. W Polsce jest  pospolity.